# World RX de Portugal 2021
El World RX de Portugal 2021, originalmente Cooper Tires World RX of Montalegre fue la séptima prueba de la temporada 2021 del Campeonato Mundial de Rallycross. Se celebró del 16 al 17 de octubre de 2021 en la Pista Automovél de Montalegre ubicado en la villa de Montalegre, Distrito de Vila Real, Portugal.
El ganador de la prueba fue el finés Niclas Grönholm quien consiguió su segunda victoria de la temporada y la quinta de su carrera. La segunda y tercera posición fueron a parar como en la cuarta ronda en Letonia, a los hermanos Hansen, Timmy terminó segundo y Kevin finalizó tercero gracias a la penalización que sufrió Johan Kristoffersson.

## Series
| Pos. | No. | Piloto               | Equipo                | Auto                   | Q1 | Q2 | Q3 | Q4 | Pts |
| ---- | --- | -------------------- | --------------------- | ---------------------- | -- | -- | -- | -- | --- |
| 1    | 21  | Timmy Hansen         | Hansen World RX Team  | Peugeot 208            | 1º | 1º | 1º | 6º | 16  |
| 2    | 1   | Johan Kristoffersson | KYB EKS JC            | Audi S1 EKS RX Quattro | 6º | 2º | 2º | 2º | 15  |
| 3    | 9   | Kevin Hansen         | Hansen World RX Team  | Peugeot 208            | 4º | 4º | 3º | 1º | 14  |
| 4    | 68  | Niclas Grönholm      | GRX-Set World RX Team | Hyundai i20            | 2º | 3º | 4º | 4º | 13  |
| 5    | 23  | Krisztián Szabó      | GRX-Set World RX Team | Hyundai i20            | 5º | 5º | 5º | 3º | 12  |
| 6    | 91  | Enzo Ide             | KYB EKS JC            | Audi S1 EKS RX Quattro | 3º | 6º | 6º | 5º | 11  |
| 7    | 2   | Ollie O'Donovan      | Ollie O'Donovan       | Ford Fiesta RX1        | 7º | 7º | 7º | 7º | 10  |

## Semifinales
Semifinal 1
| Pos. | No. | Piloto          | Equipo                | Tiempo    | Pts |
| ---- | --- | --------------- | --------------------- | --------- | --- |
| 1    | 21  | Timmy Hansen    | Hansen World RX Team  | 03:55.687 | 6   |
| 2    | 9   | Kevin Hansen    | Hansen World RX Team  | +0.813    | 5   |
| 3    | 23  | Krisztián Szabó | GRX-Set World RX Team | +2.162    | 4   |
| 4    | 2   | Ollie O'Donovan | Ollie O'Donovan       | +27.308   | 3   |

Semifinal 2
| Pos. | No. | Piloto               | Equipo                | Tiempo    | Pts |
| ---- | --- | -------------------- | --------------------- | --------- | --- |
| 1    | 1   | Johan Kristoffersson | KYB EKS JC            | 03:56.716 | 6   |
| 2    | 68  | Niclas Grönholm      | GRX-Set World RX Team | +0.775    | 5   |
| 3    | 91  | Enzo Ide             | KYB EKS JC            | +1.408    | 4   |

## Final
| Pos. | No. | Piloto               | Equipo                | Tiempo    | Pts |
| ---- | --- | -------------------- | --------------------- | --------- | --- |
| 1    | 68  | Niclas Grönholm      | GRX-Set World RX Team | 03:56.426 | 8   |
| 2    | 21  | Timmy Hansen         | Hansen World RX Team  | +0.537    | 5   |
| 3    | 9   | Kevin Hansen         | Hansen World RX Team  | +1.977    | 4   |
| 4    | 23  | Krisztián Szabó      | GRX-Set World RX Team | +2.270    | 3   |
| 5    | 91  | Enzo Ide             | KYB EKS JC            | +3.762    | 2   |
| 6    | 1   | Johan Kristoffersson | KYB EKS JC            | +5.754    | 1   |